# Benavente, Bồ Đào Nha
Benavente là một huyện thuộc tỉnh Santarém, Bồ Đào Nha. Huyện này có diện tích 525 km², dân số thời điểm năm 2001 là 23257 người.